# Engelmanshoven
Englemoncourt, en néerlandais Engelmanshoven, est une section de la ville belge de Saint-Trond située en Région flamande dans la province de Limbourg. C'était une commune à part entière avant la fusion des communes de 1971 quand elle fusionne avec  Grande-Jamine, Petite-Jamine et Gelinden formant ainsi la nouvelle commune de Gelmen. Lors de la fusion des communes de 1977 cette dernière fut dissoute et Engelmanshoven devient une section de Saint-Trond.

## Démographie

### Évolution démographique
- Sources : INS, Rem. : 1831 jusqu'en 1970 = recensements
- 1971: le terriroire au nord de la N3 fut cédé à Gelinden